# Sikkasaari
Sikkasaari är en obetydlig liten ö i Finland. Den ligger i sjön Niskoslampi och i kommunen Kihniö i den ekonomiska regionen  Nordvästra Birkalands ekonomiska region  och landskapet Birkaland, i den sydvästra delen av landet, 240 km norr om huvudstaden Helsingfors.